# 賈斯汀·摩利爾

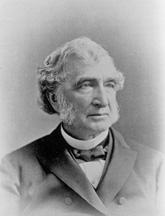
賈斯汀·摩利爾

賈斯汀·摩利爾（英語：Justin Smith Morrill，1810年4月14日—1898年12月28日）是前美國眾議院（1855年至1867年）和佛蒙特州联邦參議员（1867年至1898年）。賈斯汀·摩利爾最有名的貢獻分別是通過土地撥贈法案和為許多國立大學及學院建立聯邦基金。
1. ↑  Miller, Russell E. . Boston, MA: Unitarian Universalist Association. 1979: 661.
2. ↑  Howland, Fred A. . Montpelier, VT: Vermont Watchman. 1898: 342.